# Paczków (gmina)
Paczków est une gmina mixte du powiat de Nysa, Opole, dans le sud-ouest de la Pologne, sur la frontière avec la République tchèque. Son siège est la ville de Paczków, qui se situe environ 24 km à l'ouest de Nysa et 71 km à l'ouest de la capitale régionale Opole.
La gmina couvre une superficie de 79,7 km2 pour une population de 13 743 habitants.

## Géographie
Outre la ville de Paczków, la gmina inclut les villages de Dziewiętlice, Frydrychów, Gościce, Kamienica, Kozielno, Lisie Kąty, Ścibórz, Stary Paczków, Trzeboszowice, Ujeździec, Unikowice et Wilamowa.
La gmina borde les gminy de Kamieniec Ząbkowicki, Otmuchów, Ziębice et Złoty Stok. Elle est également frontalière de la République tchèque.